# Uno Broms
Uno Broms, född den 21 juli 1888 i Vimmerby, död den 13 april 1974 i Stockholm, var en svensk militär och försäkringsman. Han var far till Birgit Broms.
Broms avlade studentexamen i Västervik 1908. Han blev underlöjtnant vid Andra livgrenadjärregementet 1910 och löjtnant där 1916. Broms genomgick Gymnastiska centralinstitutet 1916–1918 och Krigshögskolan 1919–1921. Han blev kapten 1925, på frivillig övergångsstat 1926, i reserven 1938. Broms befordrades till major 1938 och till överstelöjtnant 1948. Han blev inspektör i försäkringsaktiebolaget Skandia 1926, avdelningschef i Svenska livförsäkringsbolaget 1930, chef för ett avdelningskontor 1938 och direktör i bolaget 1949. Broms var skattmästare i Sveriges militära idrottsförbund 1926–1936 och vice ordförande där 1937–1942. Han blev riddare av Vasaorden 1934, av Svärdsorden 1935 och av Nordstjärneorden 1948.